# Konstantin von Neurath
Konstantin Hermann Karl Freiherr von Neurath (kraj Vaihingena, 2. veljače 1873. – Enzweihingen, 14. kolovoza 1956.), njemački ministar vanjskih poslova od 1932. do 1938. godine.

## Mladost
Rođen je u Vaihigenu na Enzu, u Kraljevini Württemberg, podrijetlom iz švapske plemićke obitelji. Studirao je pravo na Sveučilištu u Tübingenu i Sveučilištu Humboldt u Berlinu. Nakon što je diplomirao pravo 1892., zaposlio se u odvjetničkoj firmi u rodnome gradu. Pridružio se civilnoj službi 1902. i radio u uredu Ministarstva vanjskih poslova Njemačke u Berlinu. Godine 1903. postavljen je za poslanika u Londonu. U vrijeme kada je princ od Walesa posjećivao Württemberg 1904., von Neurath je proglašen britanskim vitezom i dodijeljen mu je Počasni viteški veliki križ kraljevskoga reda Viktorije. Godine 1914. postao je njemački poslanik pri Osmanlijskom Carstvu u Istanbulu.
30. svibnja 1901. oženio je Mariu Auguste Moser von Filseck (1875. – 1960.) u Stuttgartu. Njegov sin Konstantin rođen je 1902., a kćer Winifred 1904. 
U Prvom svjetskom ratu služio je kao pješački časnik, sve do 1916., kada je ozbiljno ranjen. U prosincu 1914. odlikovan je Željeznim križem. Vratio se diplomatskoj službi u Osmanlijsko Carstvo, a pred kraj rata vodio je württemberšku vladu.

## Politički život
Godine 1919., von Neurath se vratio diplomatskom poslu. Službovao je kao poslanik u njemačkom veleposlanstvu u Kopenhagenu. Od 1921. do 1930. bio je poslanik u Rimu, gdje nije uvelike simpatizirao fašizam. Bio je predložen i za člana kabineta predsjednika von Hindenburga 1929. Godine 1930., ponovno je postao njemački poslanik pri Ujedinjenom Kraljevstvu u Londonu.
U lipnju 1932., von Neurath je pozvan natrag u Njemačku gdje je preuzeo dužnosti ministra vanjskih poslova u vladi Franza von Papena. Taj položaj zadržao je i u vrijeme Kurta von Schelichera i Adolfa Hitlera. U vrijeme rane Hitlerove vladavine von Neurath je podržavao Hitlerovu ekspanzionističku politiku.
Sudjelovao je u povlačenju Njemačke iz Lige naroda 1933., u Anglo-Njemačkom pomorskom sporazumu sklopljenom 1935. i u demilitarizaciji Rajnske oblasti. Von Neurath se pridružio NSDAP-u 1937., a u rujnu iste godine dobio je počasni čin Obergruppenführera u SS-u.
4. veljače 1938. von Neurath je prestao biti njemački ministar vanjskih poslova. Osjećao je da je njegov ured marginaliziran i nije podržavao agresivnu politiku Adolfa Hitlera. Naslijedio ga je Joachim von Ribbentrop, no ostao je u vladi kao ministar bez portfelja.
U ožujku 1939. von Neurath je postavljen za protektora u Protektoratu Češke i Moravske. Nedugo nakon što je došao, uveo je medijsku cenzuru i zabranio sve političke stranke. Okrutno se obračunao s prosvjedujućim studentima koji su iskazivali nezadovoljstvo od listopada do studenog 1939. (1200 studenata poslano je u koncentracijske logore, 9 ih je smaknuto). Koliko su god ove mjere bile čudovišne, Hitler ih je smatrao preblagima, pa je od 1941., von Neurath kao protektor iz dana u dan gubio svoje moći, da bi ga na kraju zamijenio Reinhard Heydrich. Von Neurath je htio dati ostavku još 1941., no ona je tek prihvaćena u kolovozu 1943.
U kasnom razdoblju rata von Neurath je imao kontakt s Njemačkim pokretom otpora.